# Ford Fairlane (Australien)

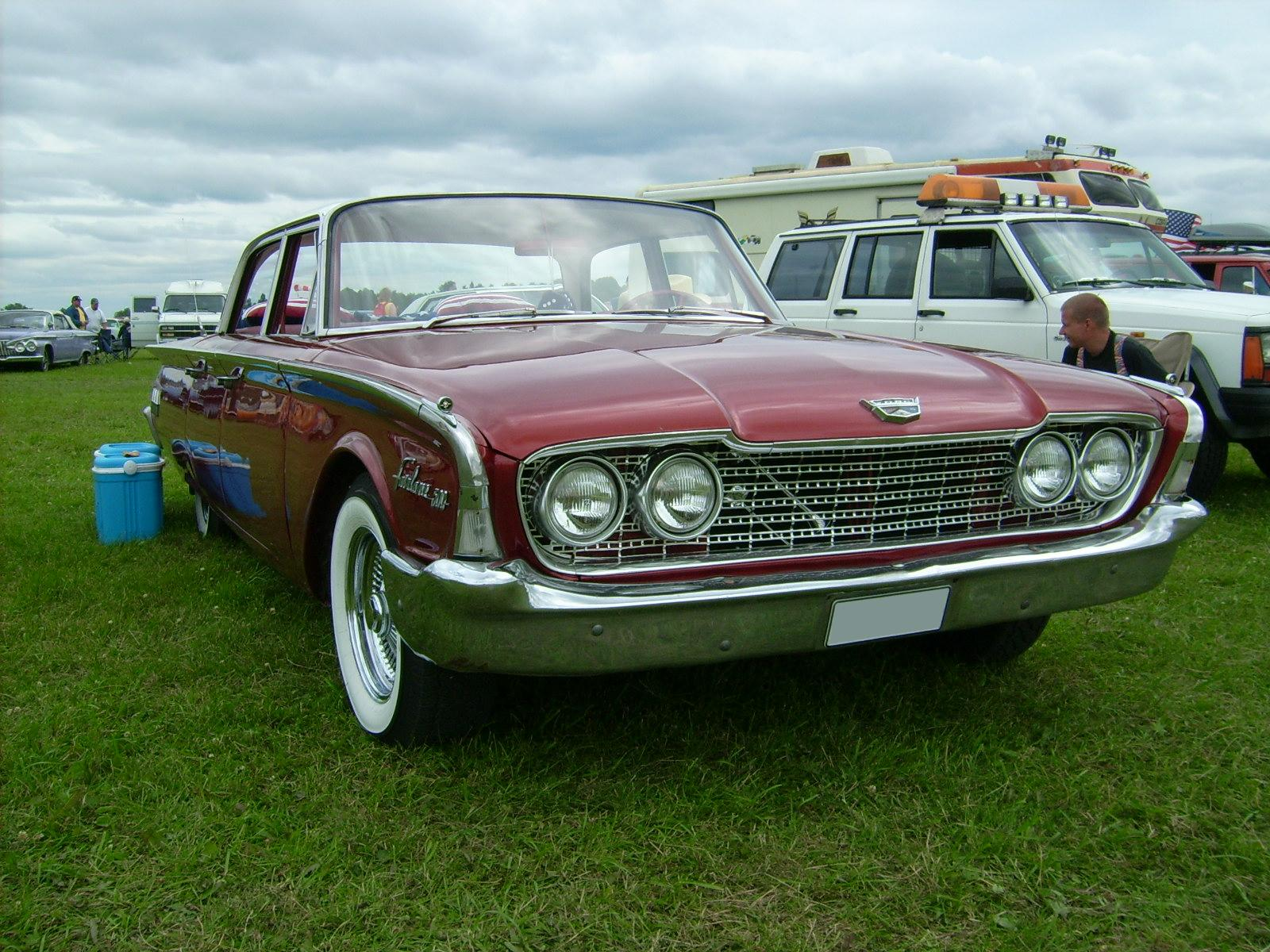
Ford Fairlane 500 (1960)

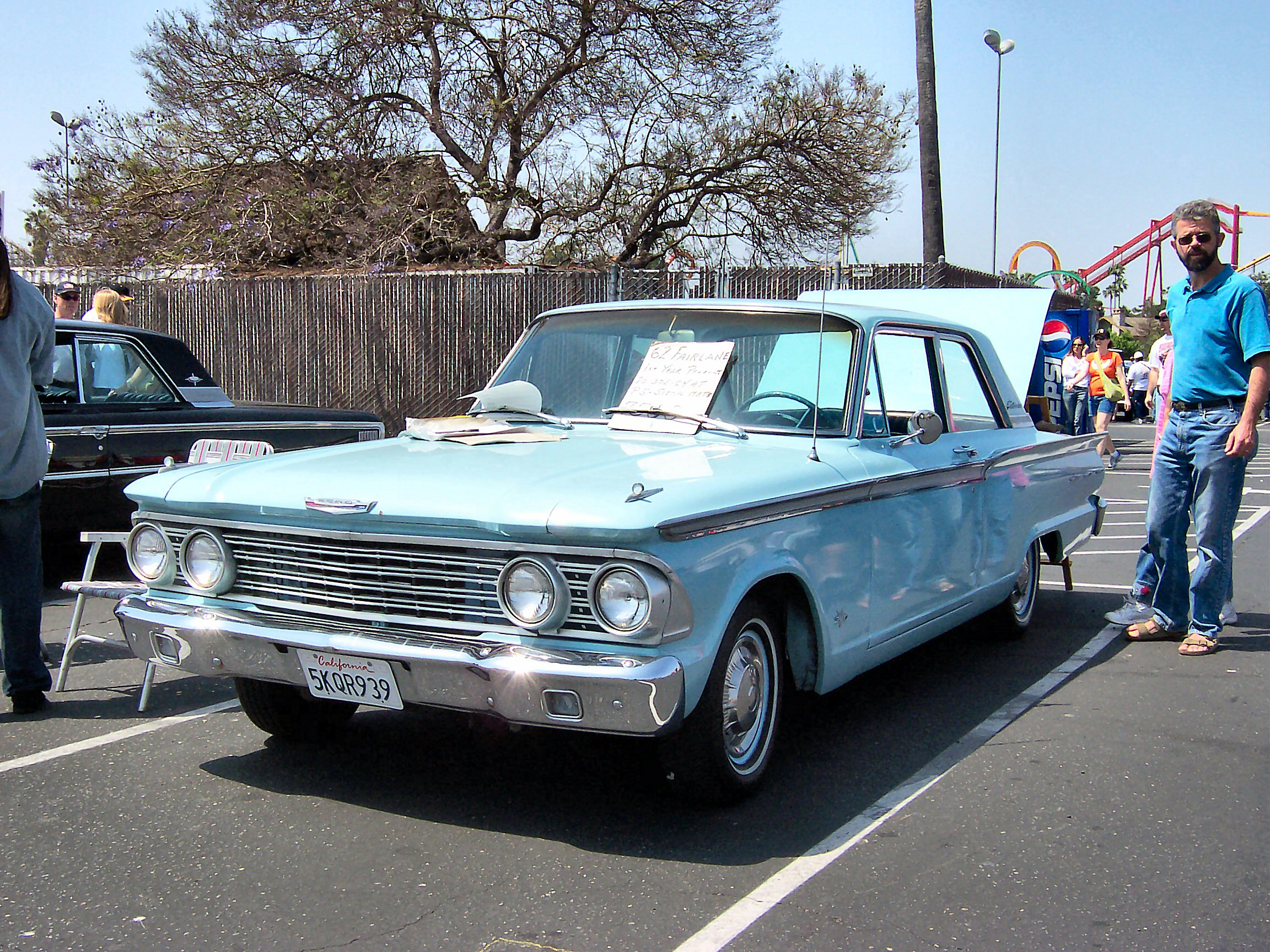
Ford Fairlane (1962)

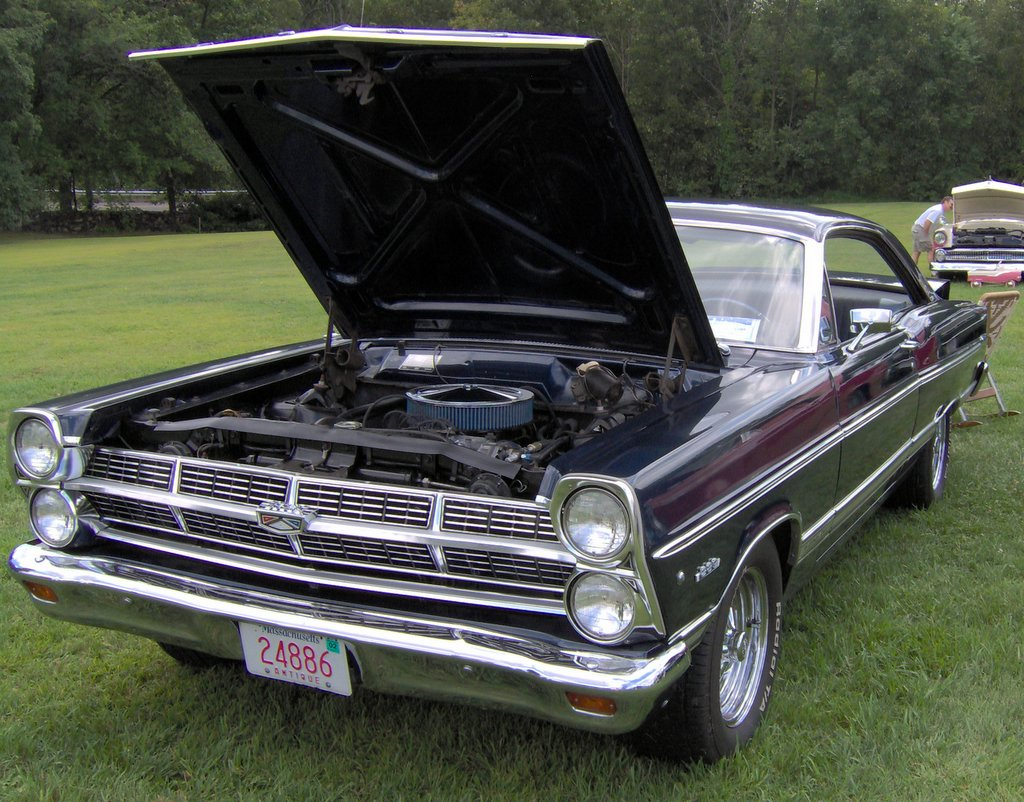
Ford Fairlane (1967)

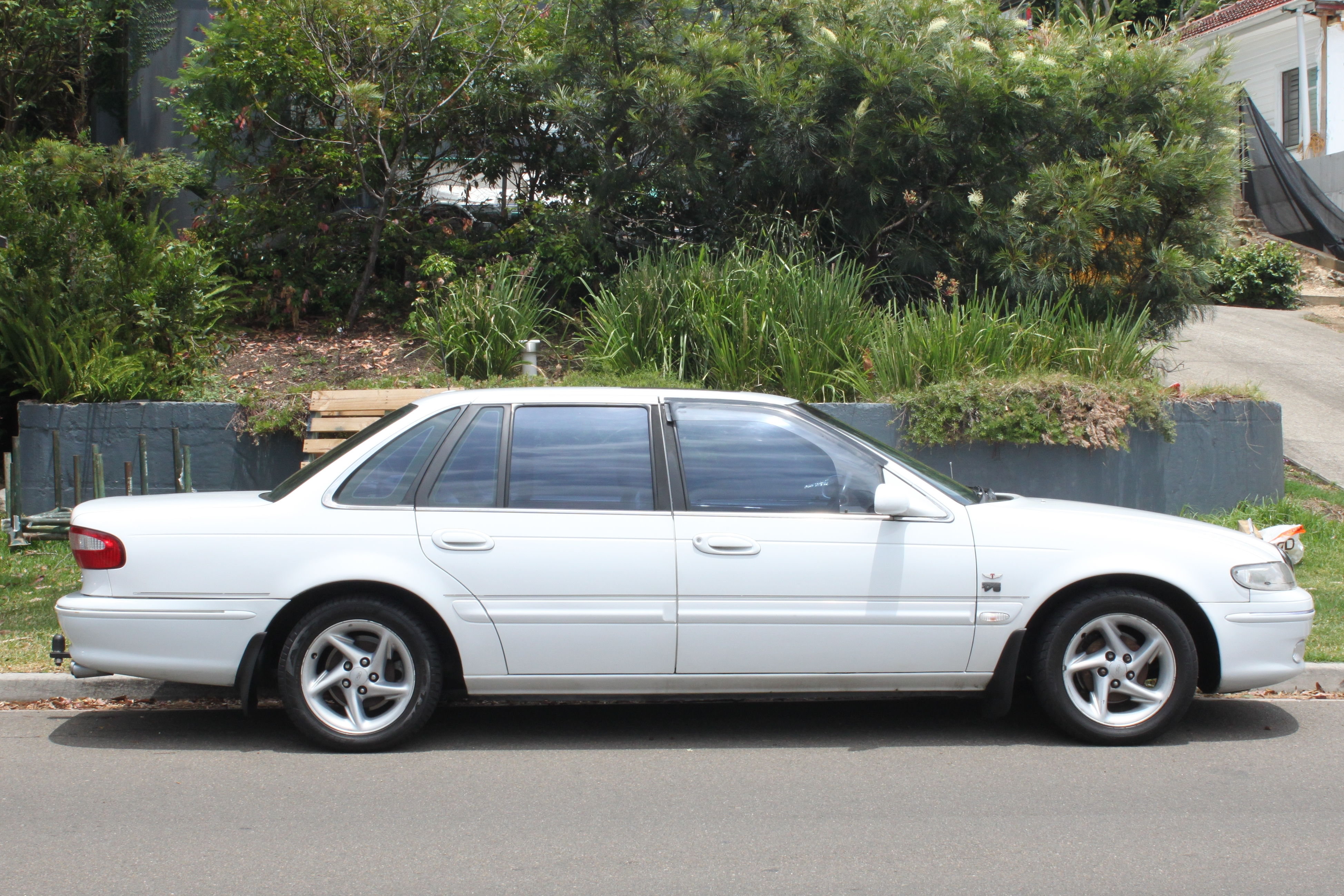
Ford Fairlane (1995/96)

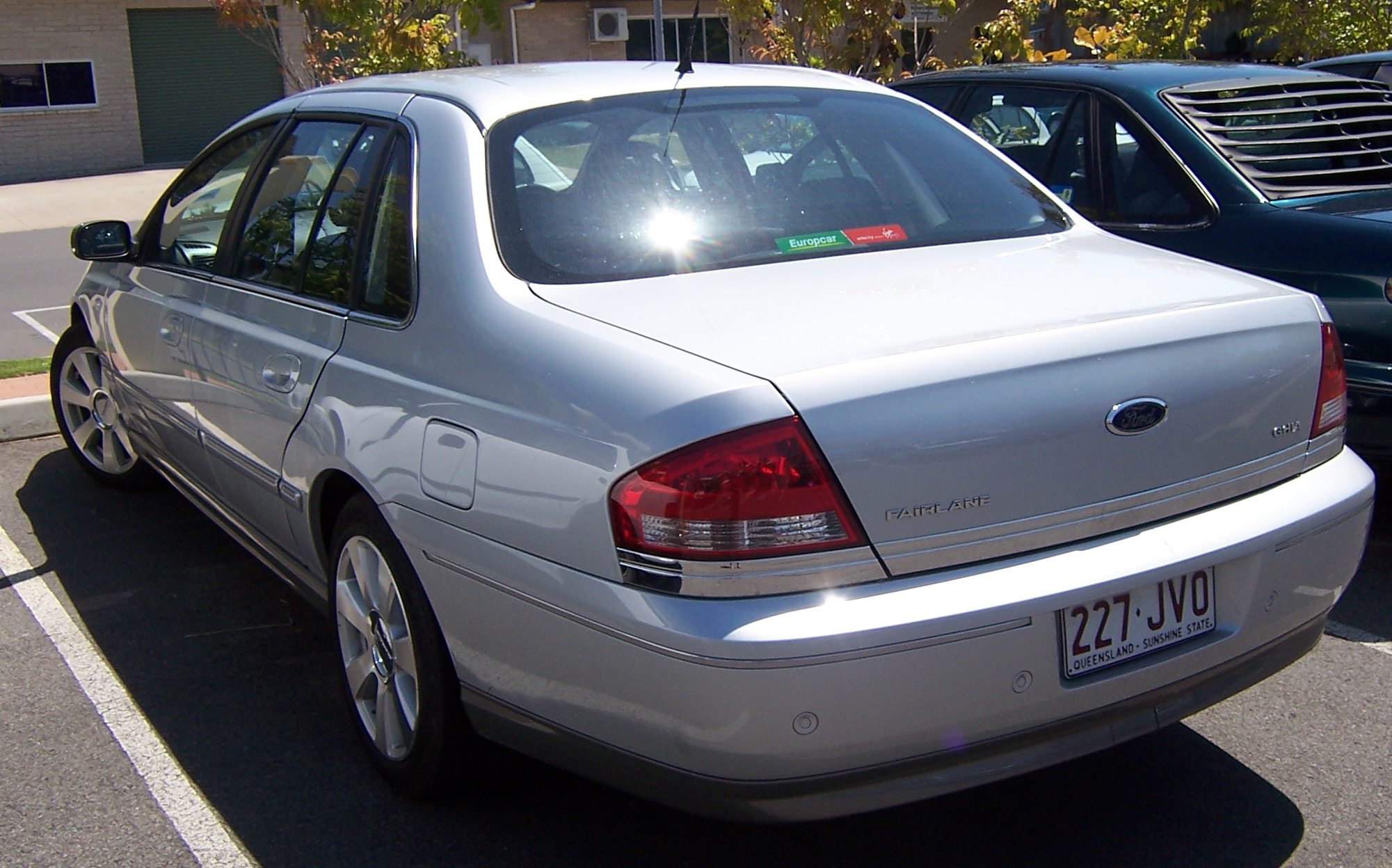
Ford Fairlane (2005–2007)

Die australischen Ford Fairlane und Ford LTD waren zunächst nur Importversionen der US-Modelle, wurden aber nach deren Einstellung in den USA als eigene Modelle weitergeführt.

## Geschichte
Bereits ab 1959 wurde der Fairlane – kurze Zeit das Full-Size-Modell, ab 1962 dann das Mittelklasse-Modell – aus den USA nach Australien exportiert. Ab 1967 wurde der Fairlane auch in Australien gebaut, was zur Folge hatte, dass die australischen Fairlanes sich im Detail von den nordamerikanischen Versionen unterschieden.
Zum Bruch kam es 1971, als man sich entschied, den neuen Ford Torino nicht in Australien anzubieten. In Nordamerika war nicht nur der Fairlane, sondern ein Jahr zuvor auch der Ford Falcon eingestellt worden. Da der Falcon sich aber in Australien gut verkaufte und der wichtigste Konkurrent des von General Motors gebauten Holden war, wurde er dort weitergebaut. Als 1972 ein neues, jetzt rein australisches Modell des Falcon erschien, kam gleichzeitig ein neuer Fairlane als größeres Modell auf der technischen Basis des Falcon.
So blieb es bis 2007. Über alle Modellgenerationen hinweg folgte der australische Fairlane dem etwas kleineren Falcon. Er hatte einen längeren Radstand und eine etwas größere Karosserie im gleichen Stil wie der jeweilige Falcon. Auch die Motoren waren dieselben wie im Falcon. Zuletzt (2007) gab es wahlweise einen in Australien hergestellten Sechszylinder-Reihenmotor mit 4000 cm³ und einer Leistung von 190 kW (258 PS) oder einen 5400 cm³ großen V8 mit 230 kW (313 PS), der aus Nordamerika eingeführt wurde.
Ende 2007 wurde dann die Produktion des australischen Fairlane eingestellt. Die gestiegenen Benzinpreise hatten die Nachfrage nach dem großen Wagen immer weiter sinken lassen. Auch hatte es Ford Australien, anders als der Hauptkonkurrent Holden, nicht vermocht, neue Absatzmärkte im Ausland, insbesondere in den reichen Golfstaaten, zu erschließen.
Bemerkenswert ist die Stabilität der Modellbezeichnungen in Australien. Dort hat man keine Probleme, die größeren im Land hergestellten Modelle über Jahrzehnte Falcon und Fairlane zu nennen, während in Nordamerika die Namen alle paar Jahre wechseln.